# Karl Otto Kreer
Karl Otto Kreer (* 19. September 1956 in Winterbach) ist ein deutscher Verwaltungsbeamter. Von 2001 bis 2014 war er Staatssekretär im Landwirtschaftsministerium des Landes Mecklenburg-Vorpommern.

## Leben und Beruf
Nach dem 1975 abgelegten Abitur studierte Kreer bis 1980 Agrarwissenschaften in Bonn. Anschließend war er bis 1985 wissenschaftlicher Mitarbeiter am Institut für Agrarpolitik, Marktforschung und Wirtschaftssoziologie der Bonner Universität, 1986 erfolgte seine Promotion.
Von 1985 bis 2000 war er in verschiedenen Leitungsfunktionen im rheinland-pfälzischen Ministerium für Landwirtschaft, Weinbau und Forsten (seit 1994 Ministerium für Wirtschaft, Verkehr, Landwirtschaft und Weinbau) tätig und dort u. a. als Abteilungsleiter verantwortlich für Landentwicklung, Agrarpolitik, Markt.

## Politik
2001 wurde Kreer zum Staatssekretär im von Till Backhaus (SPD) geführten Ministerium für Landwirtschaft, Forsten und Fischerei Mecklenburg-Vorpommern ernannt. Nach der Landtagswahl 2006 wurde die seit 1998 amtierende rot-rote Koalition durch eine große Koalition abgelöst, damit einher ging eine Veränderung des Ressortzuschnitts. Seit 8. November 2006 war Kreer daher Staatssekretär im Ministerium für Landwirtschaft, Umwelt und Verbraucherschutz.
Zum 1. April 2014 trat Karl Otto Kreer aus gesundheitlichen Gründen von seinem Amt zurück.